# تعقب وتتبع
التعقّب والتتبّع Track and trace في توزيع وتموين العديد من أنواع المنتجات تتعلّق بتحديد المواقع الحالية والسابقة (ومعلومات أخرى) لمادّة أو ملكيّة فريدة من نوعها. يمكن دعم هذا المفهوم عن طريق موارد المحاسبة والإبلاغ عن مواقع السيّارات والحاويات التي تثير القلق, مخزّنة ,على سبيل المثال, في قاعدة البيانات الفورية. هذا المفهوم يترك المهمّة لإعداد الوصف المترابط لتقارير الأوضاع اللاحقة. هناك مفهوم آخر هو الإبلاغ عن وصول أو مغادرة الجسم وتسجيل هويّة الجسم، الموقع الّذي لوحظ فيه, الوقت, والحالة.هذا المفهوم يترك المهمّة للتحقّق من التقارير بخصوص الاتّساق والكمال.مثال على هذا الأسلوب قد يكون تتبّع الطرد الّذي جهِّز من قبل الشّاحنين, مثل البريد الألماني,خدمة الطرود المتحدة أو فيديكس.

## المنتجات والصناعات
من الأمثلة على ذلك :
- الطّرود البريديّة أو المشحونة عن طريق البريد السريع
- حاويات الوسائط
- المتفجرات
- التّزويد بالدم
- الغذاء بما في ذلك الإنتاج، والأطعمة المجمّدة والأغذية المصنّعة واللّحوم والمشروبات الخ
- الألعاب
- الدواء,اللقاح, والمنتجات الدوائيّة
- الأجهزة الطبية
- لوازم المستشفيات
- الأسلحة
- المواد الكيميائية
- الماشية
- الوثائق
- البرمجيات

## تكنولوجيا
منظمة المعايير الدّولية صدّقت على معايير شبكة EPC التي تنظّم تركيب ودلالات أحداث سلسلة الإمداد والطّريقة الآمنة للمشاركة الانتقائيّة لأحداث سلسلة الإمداد مع الشركاء التّجاريين.هذه المعايير للتعقب والتتبع استُخدمت في الانتشارات الناجحة في العديد من الصناعات ويوجد الآن تشكيلة واسعة من المنتجات الّتي صُدّق عليها باعتبارها متوافقة مع هذه المعايير.
ردّاً على عدد متزايد من حوادث (المواد الغذائية، الأدوية ,الألعاب ,الخ) ,موجة من البرمجّيات ,الأجهزة، الاستشارات وبائعي الأنظمة ظهرت خلال السنوات القليلة الماضية لتقدّم مجموعة من الحلول والأدوات القابلة للمتابعة اللازمة للصّناعة.كشف ترددات الراديو والشفرات الخيطيّة هما طريقتان تقنيتان شائعتان تستعملان لجعل التتبع ممكناً.

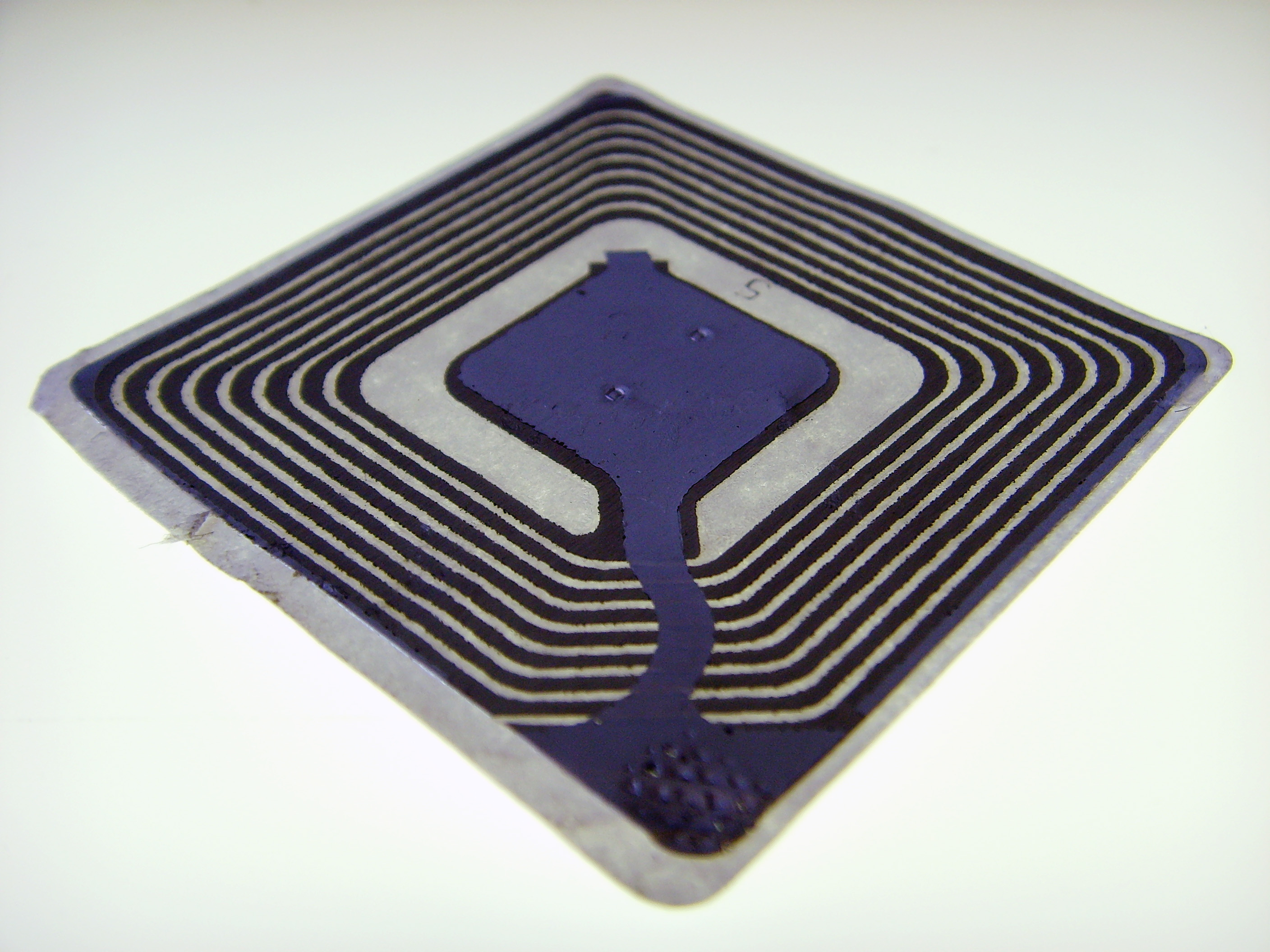
مثال لرقاقة كشف ترددلت الراديو العامّة.

كشف ترددات الراديوRFID هو مرادف لحلول التعقّب والتتبع, ويلعب دوراً حاسماً في سلاسل التجهيز.كشف ترددات الراديو هي تقنية حمل الرّمز, ويمكن أن يُستعمل بدلاً من الشفرة الخيطية لتمكين اللاسلكي من قراءة المحجوب. انتشار كشف ترددات الراديو مُنع سابقاً بسبب تقييدات الكلفة المادّية لكنّ الاستعمال يتزايد الآن.

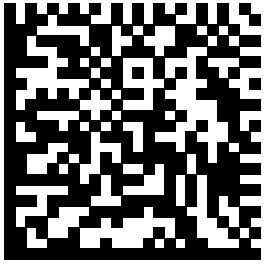
بعض صنّاع منتجات التتبع يستخدمون مصفوفة الشفرات الخيطية لتسجيل البيانات على المنتج المعيّن.

التشفير الخيطي هي طريقة فعّآلة شائعة ومكلفة تستخدم لتنفيذ قابليّة التتبع في كلا مستويي المادّة والحالة. البيانات المتغيّرة في شفرة الخيطية أو صيغة رمز عدديّة أو حرفيّة رقميّة يمكن أن توضع على الغلاف أو الملصق. البيانات الآمنة يمكن أن تستخدم كمؤشر لمعلومات لقابليّة التتبع ويمكن أن تُربط أيضاً ببيانات الإنتاج مثل وقت التّسويق ونوعيّة المنتَج. محوّلي الطّرود لديهم خيار من ثلاثة أصناف مختلفة من التّقنيات لطباعة الشفرات الخيطية :
- النافثة للحبر (ينقّط عند الطّلب أو بشكل مستمرّ) الأنظمة قادرة على الطّباعة بدرجة عالية من الوضوح (300 dpi أو أعلى للتنقيط عند الطّلب) سرعة في طباعة الصّور (تصل إلى 1000fpm). يمكن نشر هذه الحلول إما في الصّحافة أو بدون اتّصال. شركات مثل دومينو ,ماركم، تدفّق الفيديو واتحاد الصناعات/جتريون تقدّم هذه التّقنيات.
- علامة الليزر يمكن أن تستخدم لإزالة طلاء أو لتسبّب تغيّر في اللون لبعض المواد.إنّ ميزة الليزر هي الحصول على تفاصيل دقيقة وسرعة عالية لطباعة الحرف, وليست استهلاكيّة. ليست كلّ الرّكائز تقبل علامة الليزر ,وبعض الألوان (مثل الأحمر) ليست مناسبة لقراءة الشفرة الوراثية.

النقل الحراري والحرارة المباشرة. لسرعة أخفض للتطبيقات خارج الصّحافة ,النقل الحراري وطابعات الحرارة المباشرة مثاليّة لطباعة البيانات المتغيّرة على الملصقات.
للاستفادة من التّطورات الجديدة في تقنيّات الهاتف النّقال ,علامات الغذائية التّجاريّة تتضمّن الآن رسائل الهاتف النّقال ورموز qr على ملصقات المنتج. يمكن للمستهلكين أن يكتبوا أو يقوموا بإجراء مسح للشفرة الخيطية عن طريق الهواتف الذكيّة لاسترجاع فوري لمعلومات المنتج. شركة فودلوجيك أطلقت حل التراسل عبر الهاتف النّقال الّذي يوفّر قابليّة التتبع ومعلومات العلامة التّجارية حول المنتجات إلى المستهلكين عن طريق هواتفهم النّقالة.
شركة يوتامارك أعلنت أيضاً عن توافر تطبيق هارفست مارك لقابليّة التتبع لهاتف الجيل الأول الذي يستخدم آلة تصوير الهاتف لأداء التتبع.
يمكن للمستهلكين الدّخول إلى مواقع الإنترنت لتبّع أصول منتجاتهم الّتي اشتروها أو لإيجاد حالة الشّحنات.يمكن لمستهلكين أن يطبعوا رمز وُجِدَ على مادة في صندوق البحث على موقع إنترنت التتبع وإظهار المعلومات.

## وصلات خارجية
- EPC global الاتّفاقيّة الأوروبية الموحّدة لخدمات المعلومات